# Credo (studentorganisation)
Credo - Sveriges evangeliska student- och gymnasiströrelse, i dagligt tal Credo, är en rikstäckande kristen student- och elevrörelse.

## Historik

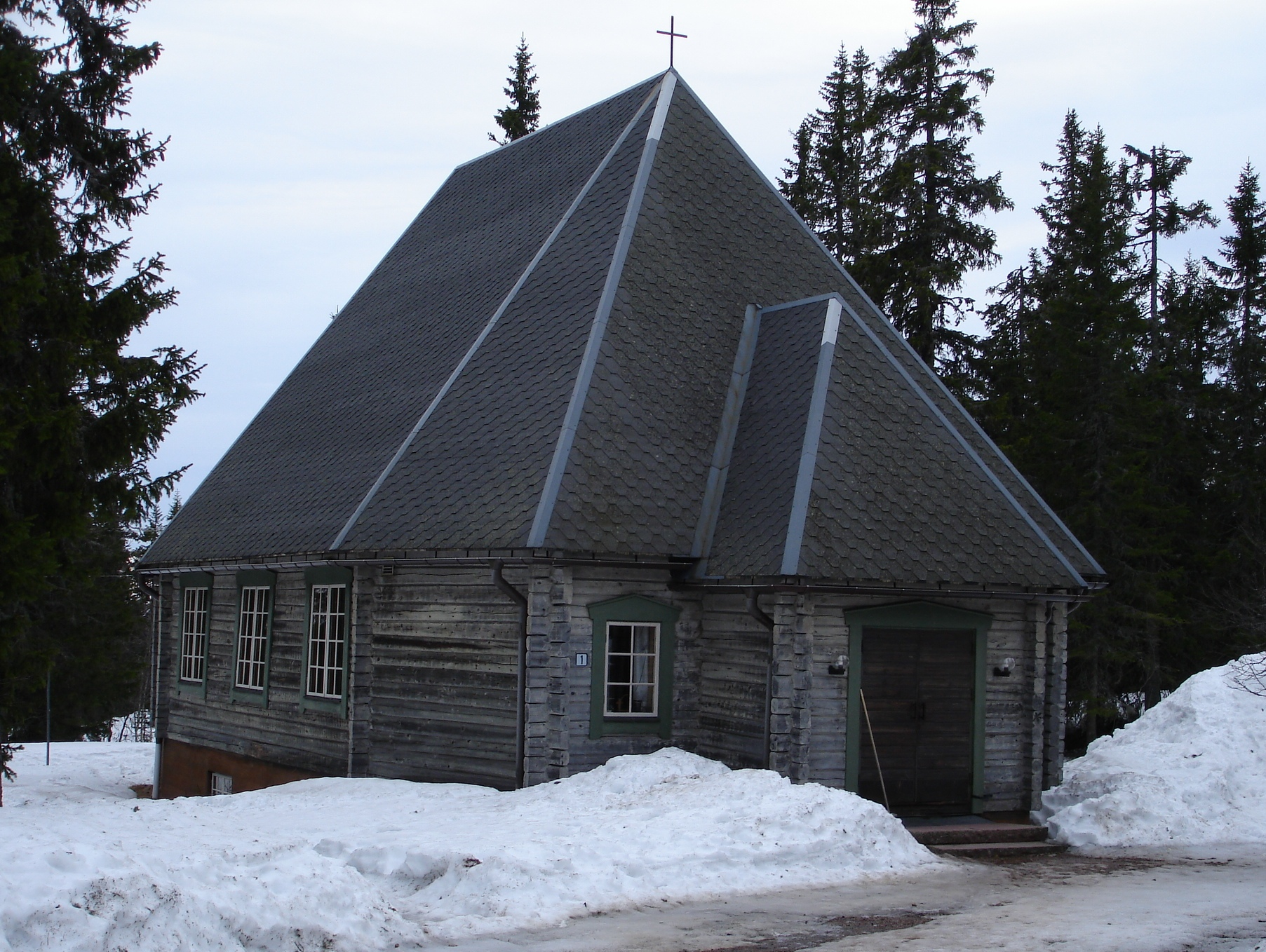
Kyrkan vid Credos Fjällgård, Gammelsätersfjällets fjällkyrka

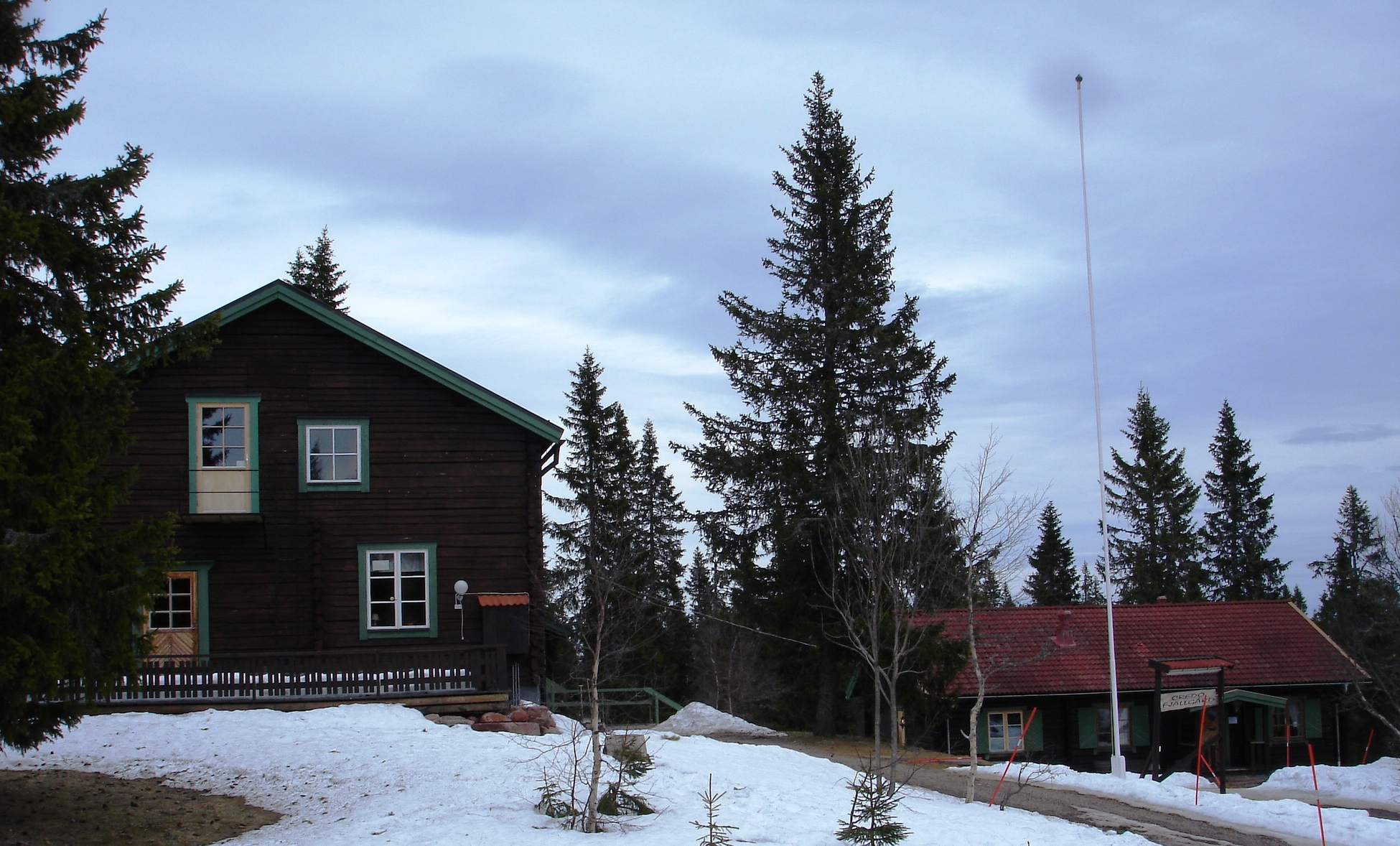
Fjällgården mars 2012.

Credo grundades som den svenska delen av ett nordiskt kristet studentmöte i Hagaberg 1924 under namnet "Svenska kommittén för nordiska student- och gymnasistmöten på biblisk grund". Från att ha varit en samordningsgrupp för nordiska möten ombildades föreningen 1938 under namnet "Sveriges evangeliska student- och gymnasiströrelse", SESG.  Organisationen beskrev sig som att stå på biblisk grund och har fortsatt i den traditionen. En utveckling i en ekumenisk riktning har gjort att elever och studenter från flera av de i Sverige närvarande kristna traditionerna samlats i rörelsen, men som fortfarande står rotad i en evangelisk-luthersk tradition. Mellan åren 1934 och 1998 gav rörelsen ut tidskriften Vi Tror.
Sedan 1997 verkar Credo under sitt nya namn, fortfarande med visionen "att göra Jesus Kristus känd, trodd, lydd och älskad bland skolungdomar och studenter". Idag bedrivs arbetet främst genom skolgrupper på gymnasieskolor och studentföreningar på många av landets universitet och högskolor.   
Läger, speciellt i samband med nyår och sportlov, har alltid varit en viktig del av verksamheten och det arrangeras både läger för skolungdomar och för universitetsstudenter.
1992 grundades Credoakademin som var en 1-årig heltidsutbildning med apologetisk inriktning. Den bytte namn 2016 och ombildades till Centrum för kristen apologetik" som slogs ihop med och verkar under namnet Apologia.
Internationellt samarbetar Credo med International Fellowship of Evangelical Students, IFESsom samlar nationella studentrörelser i över 130 länder.

## Credo fjällgård
Gården ligger högt nära kalfjället i Hemfjällstangen i Sälenfjällen i landskapet Dalarna. Den utnyttjas främst till lägerverksamhet för konfirmandläger och för skidläger, grupper och församlingar. Det finns 58 sängplatser. Gården har en egen kyrka, Gammelsätersfjällets fjällkyrka. Kyrkan byggdes 1975 och rymmer omkring 100 personer.